# سارنیا
سارنیا (به انگلیسی: Sarnia) شهری است در جنوب غرب استان انتاریو در کشور کانادا. این شهر با داشتن جمعیتی بالغ بر ۷۱٬۵۹۴ نفر، بزرگترین شهر در حاشیه دریاچه هورون  است. این شهر در جایی واقع شده است که دریاچه هورون به رود سنت کلر می‌ریزد و مرز کانادا-ایالات متحده آمریکا را تشکیل می‌دهد. کاشف فرانسوی د لا ساله مجذوب این بندر طبیعی شد و در ۲۳ آگوست ۱۶۷۹ با کمک اسب‌ها و افراد خود کشتی لو گریفون را در رود سن کلر عبور داد.